# Правдинская ГЭС-3
Правдинская ГЭС-3 — малая гидроэлектростанция на реке Лава у города Правдинск Калининградской области Российской Федерации. Входит в состав «Янтарьэнерго». Вместе с Правдинской ГЭС-4 и польскими станциями составляет Лавинский гидрокаскад.
Строительство ГЭС-3 началось в 1920-е годы, введена в эксплуатацию в 1926 году. 
В годы Великой Отечественной войны разрушена, восстановлена в 1946 году. С 1976 по 1994 годы работа ГЭС-3 была приостановлена. В 1998 году был опробован, а в мае 1999 года сдан в эксплуатацию гидроагрегат № 1.
На станции пять сооружений:
- правобережная земляная плотина;
- левобережная земляная дамба;
- здание ГЭС;
- водосливная плотина холостого сброса;
- башенный водовыпуск.

По состоянию на начало 2013 года установленная электрическая мощность ГЭС составляет 1,14 МВт или 0,12 % от суммарной установленной мощности электростанций Калининградской энергосистемы. Выработка в 2012 году — 8,3 млн кВт⋅ч.